# جيف ميلر
جيف ميلر (8 سبتمبر 1952 في المملكة المتحدة - ) (بالإنجليزية: Geoff Miller)‏ هو كاتب سيناريو ولاعب كريكت بريطاني. شارك مع منتخب إنجلترا للكريكت. أما مع النوادي، فقد لعب مع نادي مقاطعة ديربيشاير للكريكت ‏ ونادي مقاطعة ساسكس للكريكت ‏.

## وصلات خارجية
- جيف ميلر على موقع إي آس بي آن كريك إنفو (الإنجليزية)